# Lepnica nocna
Lepnica nocna, bniec dwudzielny (Silene noctiflora L.) – gatunek rośliny z rodziny goździkowatych. Występuje na rozległych obszarach Europy i w zachodniej Azji, a jako gatunek introdukowany w Ameryce Północnej, na Dalekim Wschodzie i Nowej Zelandii. W Polsce gatunek ma status archeofita. Spotykany był na całym obszarze kraju, ale współcześnie jest gatunkiem ustępującym. Rośnie jako chwast na polach i przydrożach.

## Rozmieszczenie geograficzne
Gatunek uznawany jest za pierwotnie pontyjski, tj. pochodzący z rejonu Morza Czarnego. W Europie Środkowej znany jest ze stanowisk archeologicznych z okresu rzymskiego.
Zwarty zasięg gatunku obejmuje Europę od Francji po europejską część Rosji i Kaukaz. Południowa jego granica biegnie przez północne Włochy i północną Grecję, a północna przez Anglię, Danię i południową Szwecję. Poza tym rozproszone stanowiska gatunek ma w północnej Hiszpanii, na Krecie, w Azji rośnie na obszarze od Turcji i Syrii po Iran, w zachodniej Syberii, w Kazachstanie i Sinciangu w zachodnich Chinach.
Jako gatunek introdukowany notowany jest w Irlandii, północnej części Półwyspu Skandynawskiego, w północnej części Rosji, na Islandii, na południowym krańcu Grenlandii i rozległych obszarach Stanów Zjednoczonych i Kanady w Ameryce Północnej, na Nowej Zelandii i na Rosyjskim Dalekim Wschodzie.
W Polsce ma status archeofita. Gatunek występował w całym kraju w rozproszeniu, ale w niektórych regionach miał bardzo liczne stanowiska np. od Wyżyny Krakowsko-Częstochowskiej po Polesie, na Dolnym Śląsku, we wschodniej Wielkopolsce, wzdłuż Doliny Dolnej Wisły i na Równinie Pyrzyckiej. Z kolei bardzo sporadycznie stwierdzany był wzdłuż wybrzeża, na północnym Mazowszu i na Nizinie Północnopodlaskiej. Wciąż uznawany jest za gatunek jeszcze częsty w niektórych regionach, ale opisywany jest też jako ustępujący i nawet narażony na wymarcie.

## Morfologia

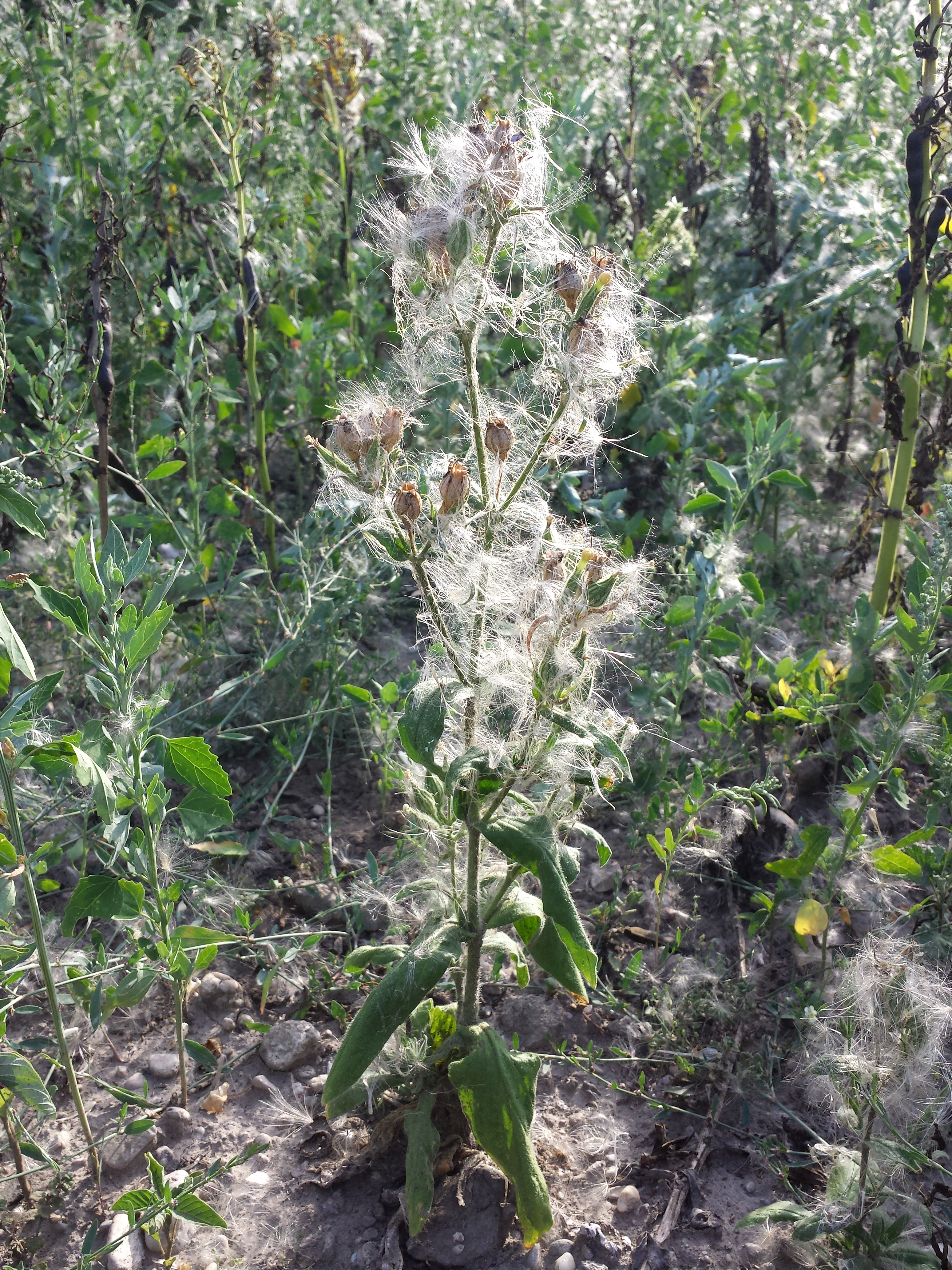
Z powodu lepkości roślina w ciągu lata bywa oblepiona puchem kielichowym innych roślin

PokrójRoślina zielna osiągająca zwykle od 30 do 50 cm wysokości, ale czasem tylko 10 cm, albo nawet do 90 cm. Łodyga jest pojedyncza i prosto wzniesiona, zwykle słabo rozgałęziona u nasady i w części szczytowej. W całości gęsto owłosiona (włoski wielokomórkowe, długie, nierozgałęzione), w górnej części także lepka z powodu włosków gruczołowatych. Korzeń palowy, smukły, ale drewniejący.
LiścieNaprzeciwległe, malejące od dołu ku górze. Liście odziomkowe osiągają od kilku do 15 cm długości, są jajowate do jajowatolancetowatych, na szczycie słabo zaostrzone, u nasady ściągnięte w krótki ogonek. Kolejne liście są coraz krótsze, węższe i siedzące, lancetowate, długości od 1 do 5 cm. Z obu stron liście są gęsto owłosione.

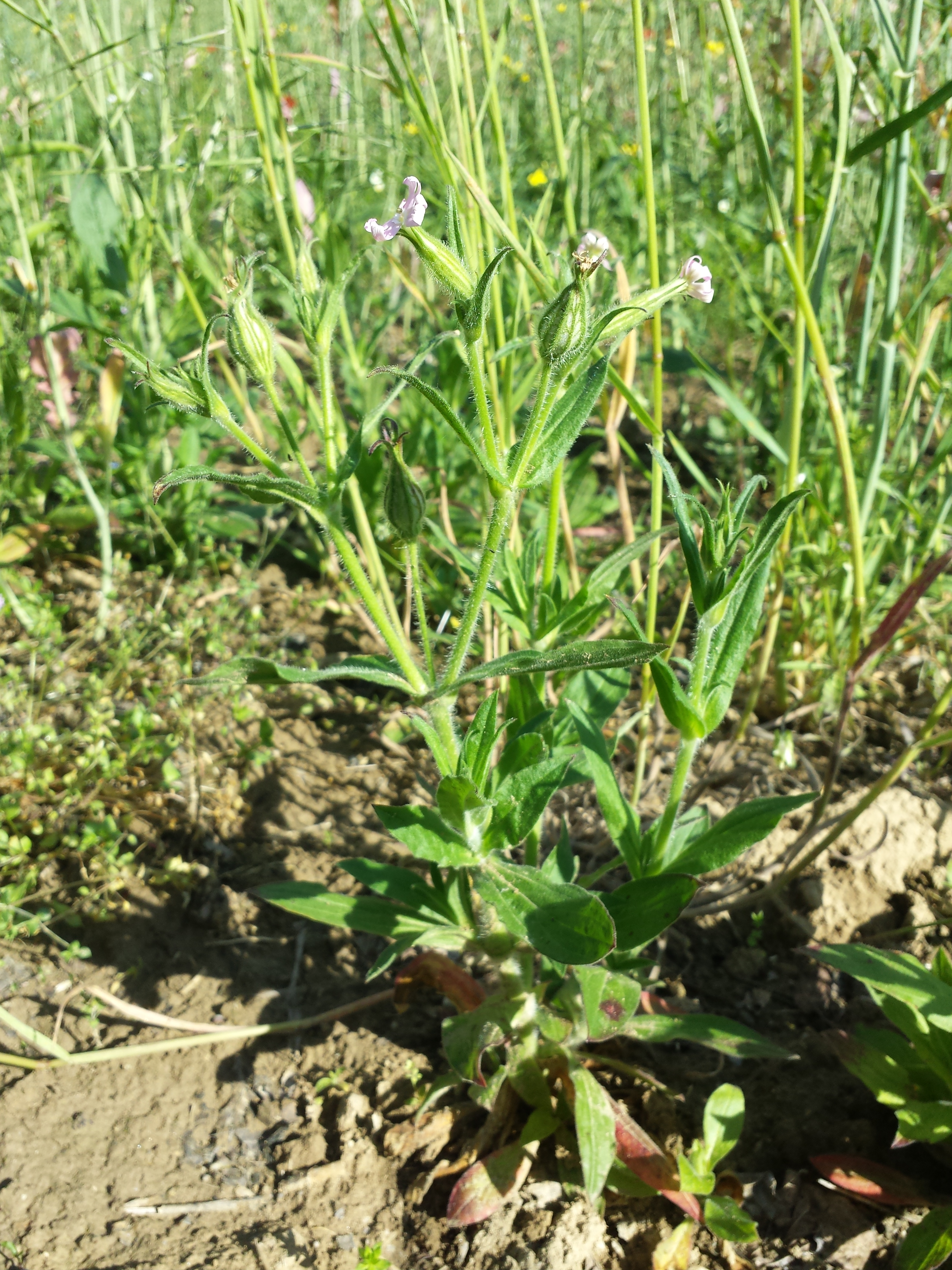
Pokrój
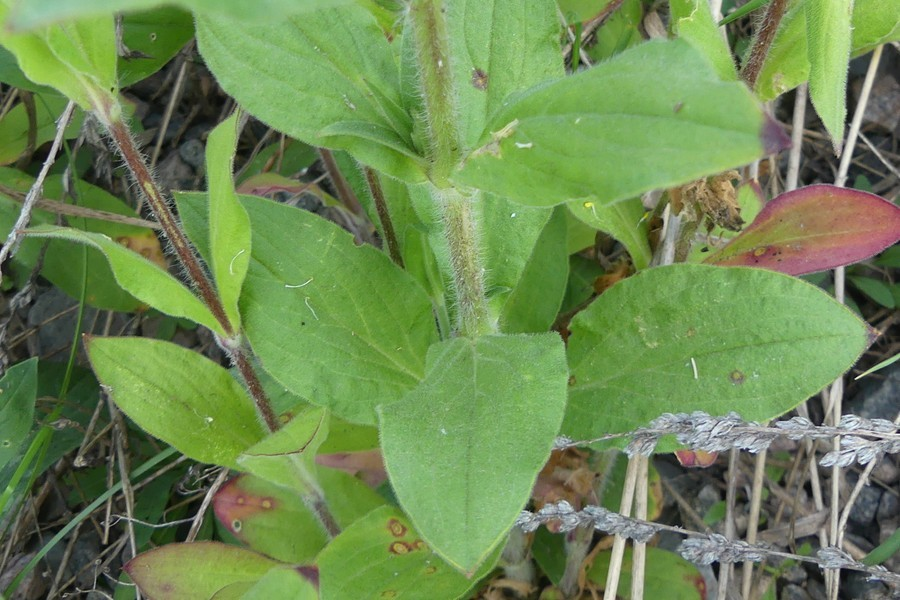
Liście w dolnej części pędu
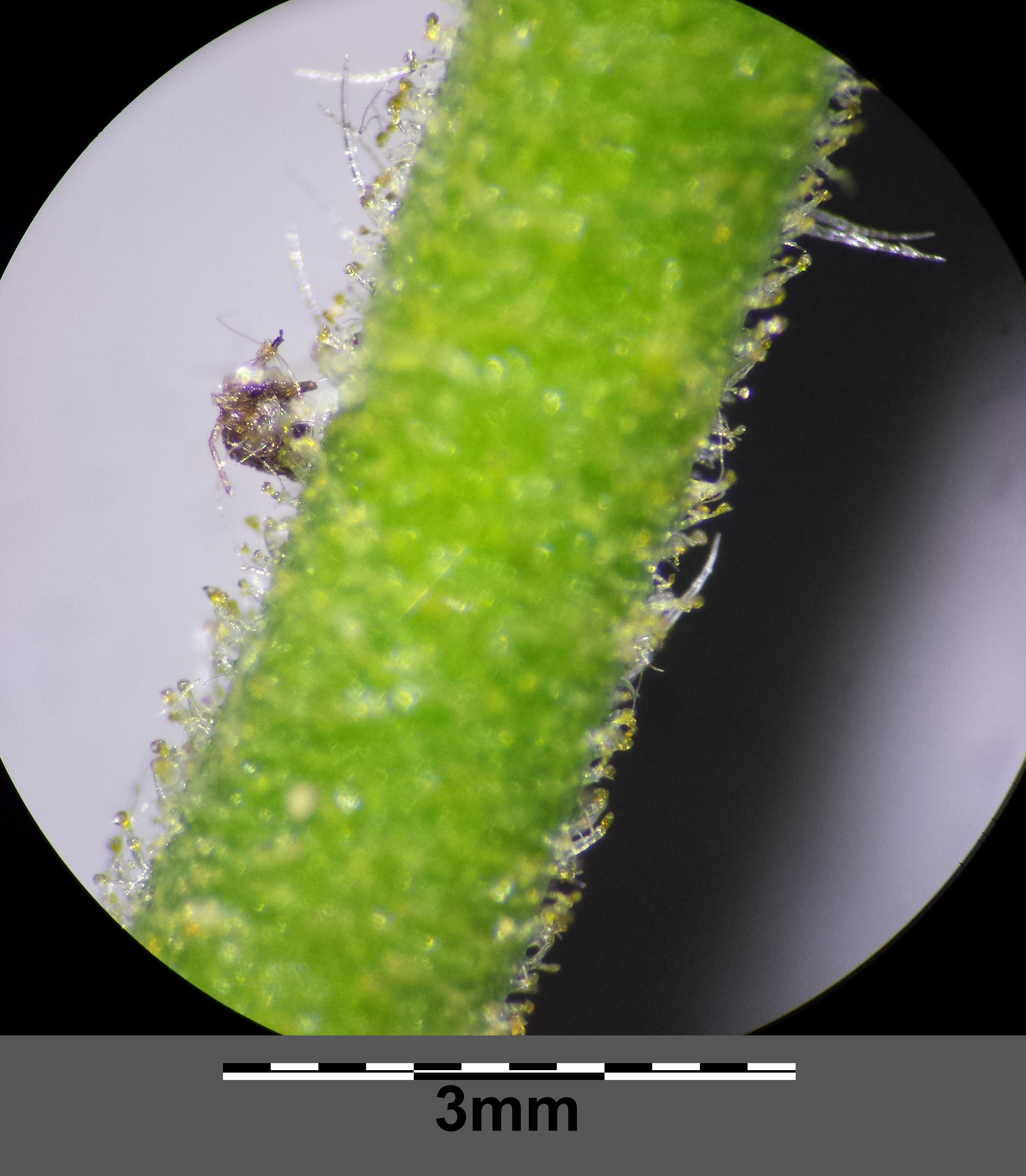
Silnie ogruczolona łodyga w górnej części pędu

KwiatyWyrastają w szczytowej części pędu w dwuramiennej wierzchotce (najczęściej w liczbie od 3 do 4, rzadziej do 15), rzadko bywają też pojedyncze na szczycie łodygi. Przysadki podobne do liści, lancetowate, zaostrzone, zielone, długości od 1 do 5 cm, ogruczolone. Szypułki kwiatowe różnej długości – od krótszych do trzy razy dłuższych od kielicha. Kielich w czasie kwitnienia walcowaty, od 2 do 3 cm długości, owłosiony i ogruczony, z 10 zielonymi i anastomozującymi żyłkami przewodzącymi. W czasie owocowania rozdęty. Ząbki kielicha szydlaste, o długości od 5 do 10 mm. Korona kwiatu otwiera się wieczorem (za dnia jest zrolowana), ma 2–2,5 cm średnicy i kolor biały, jasnoróżowy lub czerwonawy. Płatki osiągają długość od 2,5 do 3 cm. W dolnej części są zwężone w nagi paznokieć, w górnej z rozpostartą blaszką, u nasady której znajdują się dwie łatki przykoronka. Blaszka płatka rozcięta jest do połowy lub nieco głębiej na dwie niemal równowąskie łatki. Pręciki nie wystają z gardzieli kwiatu, a ich nitki są nagie. Ponad płatki nie wystają także trzy szyjki słupka.
OwoceSchowana w rozdętym w czasie owocowania kielichu, jednokomorowa, jajowata torebka długa na 13–17 mm, otwierająca się 6 odwiniętymi na zewnątrz ząbkami. Brązowe do szarożółtawych, okrągławonerkowate nasiona o długości do 1,5 mm, drobno brodawkowane.

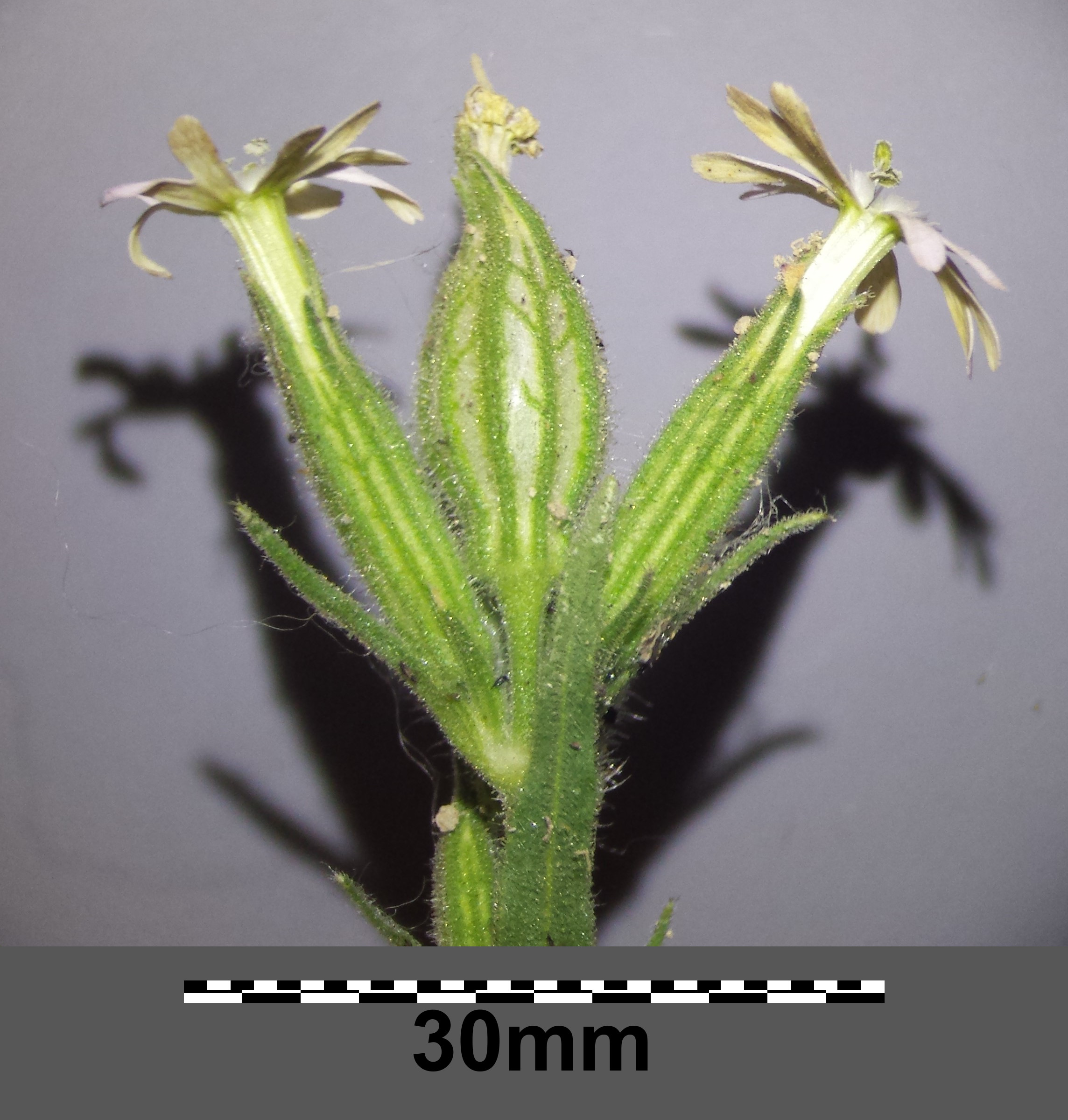
Fragment kwiatostanu
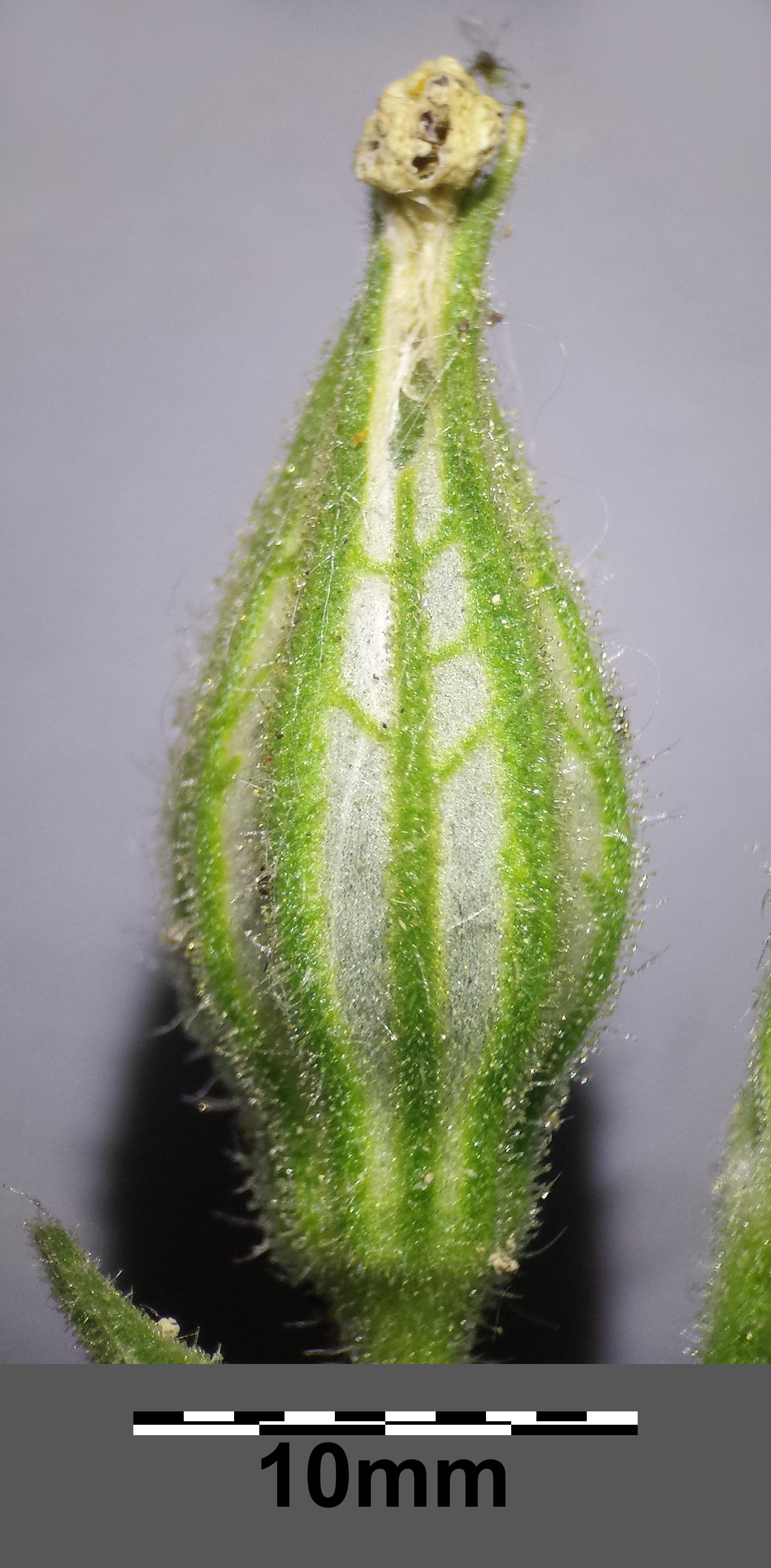
Kielich
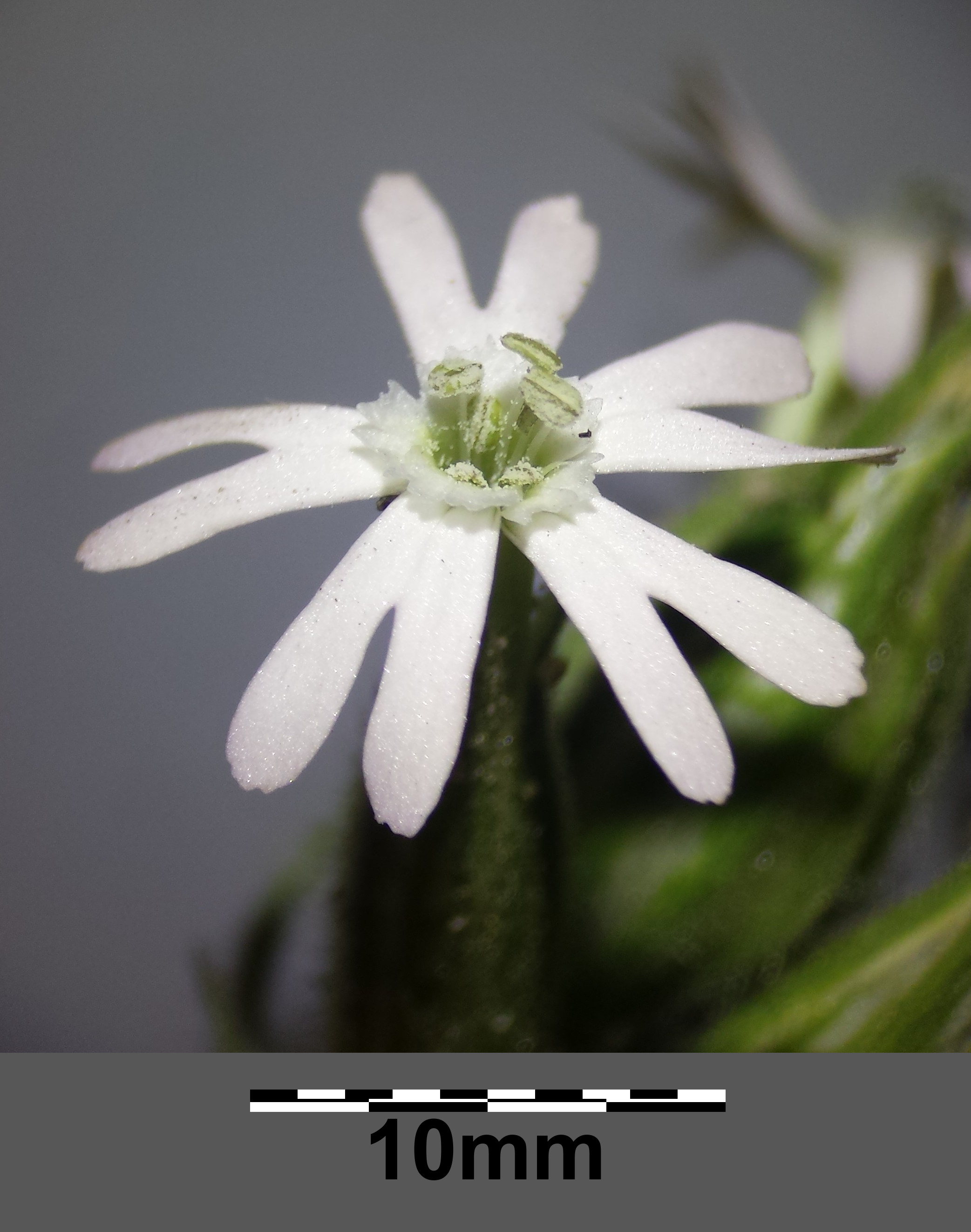
Korona
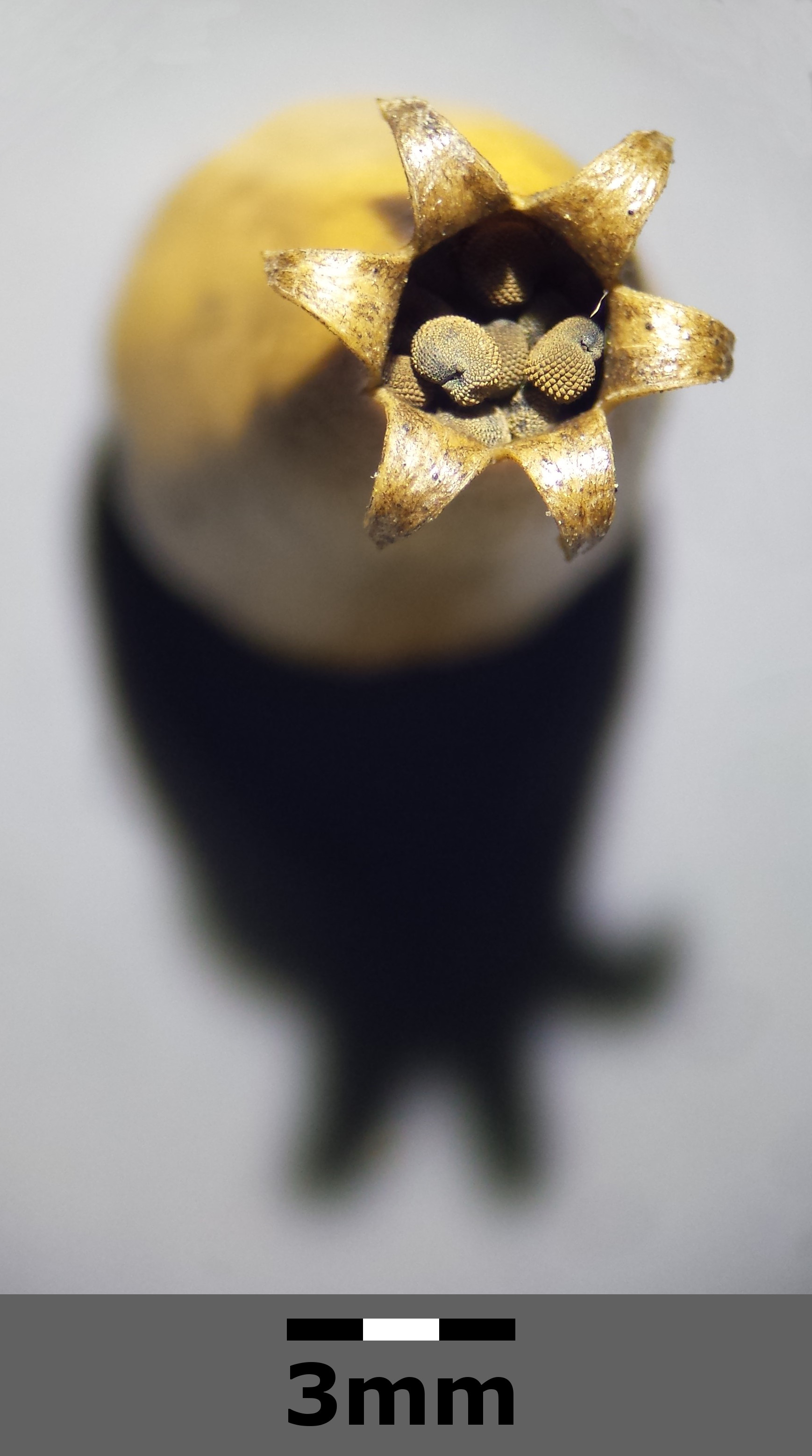
Owoc z 6 ząbkami
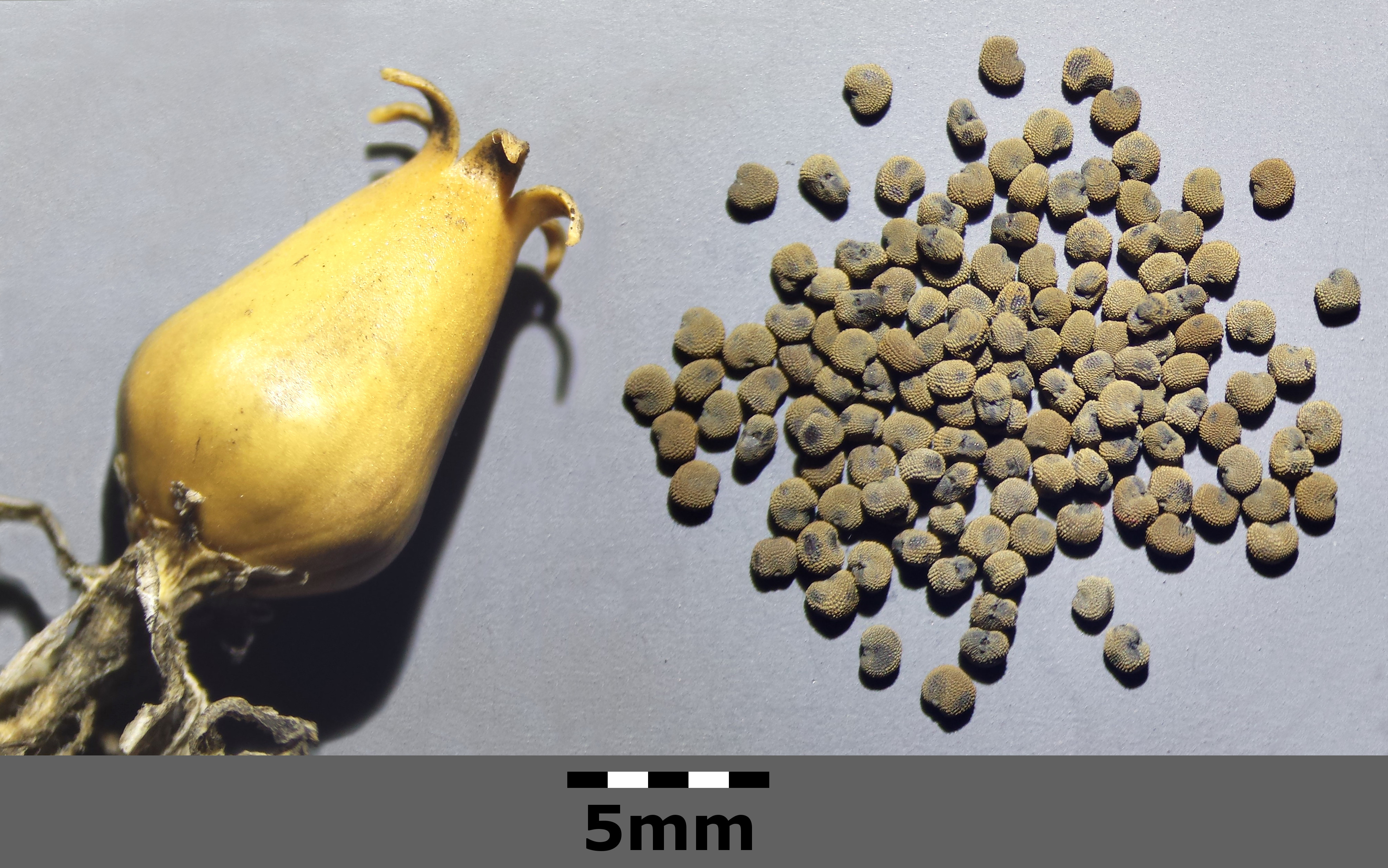
Owoc z nasionami
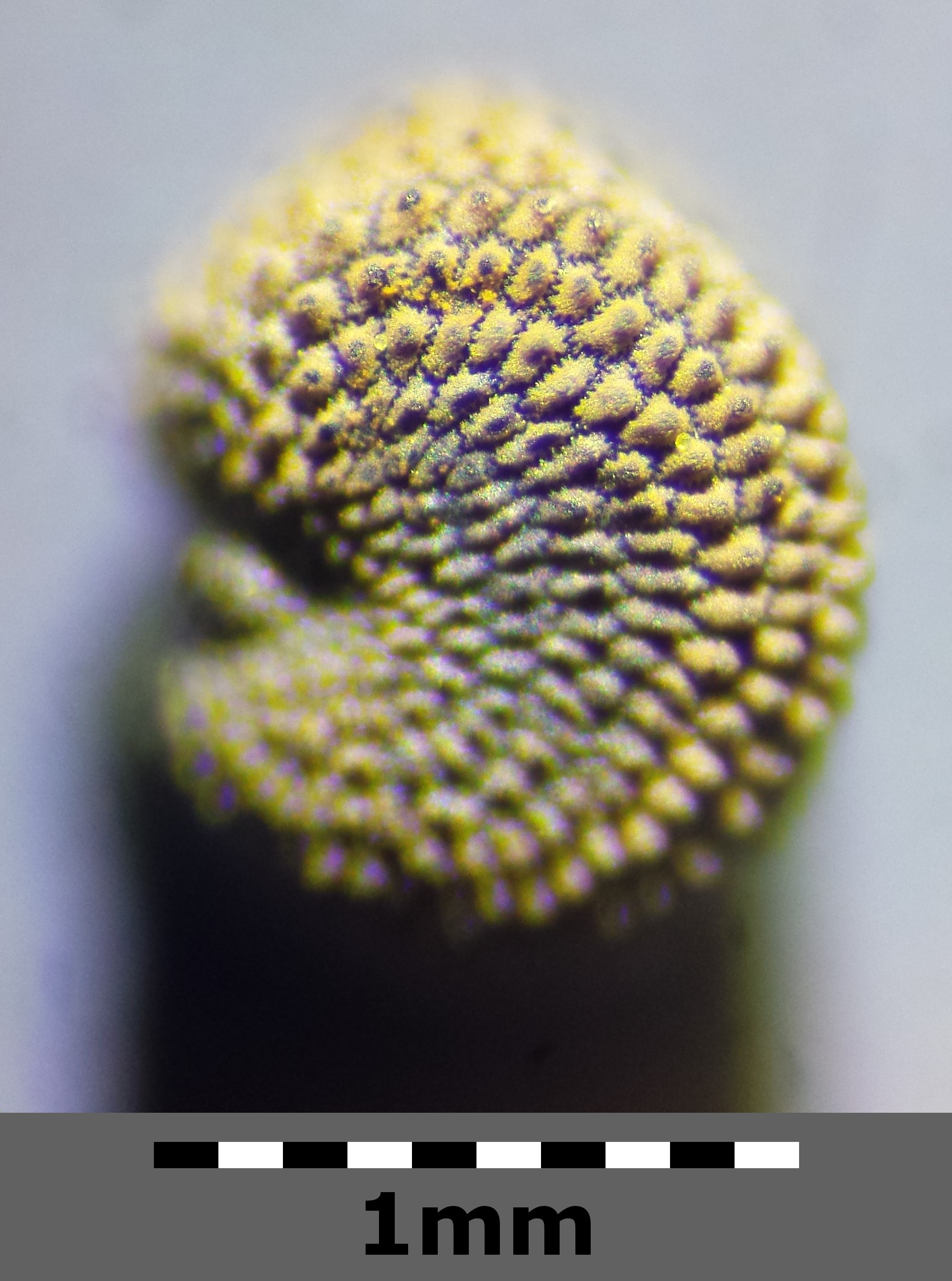
Nasiono

Gatunki podobneZe względu na siedlisko oraz duże rozmiary liści i kwiatów gatunek mylony bywa z lepnicą białą, od której różni się tym, że posiada 3, a nie 5 szyjek słupka, jak też kwiatami obupłciowymi – lepnica biała jest dwupienna. Odróżnia się również 6, a nie 5 dwudzielnymi ząbkami na szczycie torebki, jak i bardziej wydłużonym, eliptycznym, także w czasie owocowania kielichem.

## Biologia i ekologia
RozwójRoślina zwykle jednoroczna, czasem opisywana też jako dwuletnia, co wynikać może stąd, że jest to roślina ozima – kiełkująca zwykle jesienią, rzadko wiosną. Kwitnie od czerwca do września. Kwiaty otwierają się wieczorem i zapylane są przez ćmy.
SiedliskoRośnie na glebach bogatych w węglan wapnia, na rędzinach, czarnoziemach i na glinach. Jest rośliną światło- i ciepłolubną. Rośnie najczęściej w uprawach zbóż jako chwast, poza tym w uprawach okopowych, na odłogach i ugorach, na przydrożach, w miejscach ruderalnych, także w murawach i łąkach na słonecznych stokach. W klasyfikacji zbiorowisk roślinnych gatunek charakterystyczny dla związku zespołów Caucalidion lappulae, tworzy zespół z groszkiem bulwiastym – Lathyro-Melandrietum noctiflori.
GenetykaLiczba chromosomów 2n = 24.

## Znaczenie użytkowe
W uprawach gatunek ten jest chwastem. W celu ograniczenia jego występowania zalecane jest wykaszanie przydroży śródpolnych i zbiorowisk ruderalnych, ewentualnie stosowanie herbicydów z 2,4-D.